# 十河存英
十河 存英（そごう まさひで / ながひで）は、安土桃山時代から江戸時代前期にかけての武将。
十河存保の子として生まれる。生年は不詳であるが、天正14年（1587年）に父が討死しているので、それ以前である。天正14年（1587年）、父が戸次川の戦いで戦死すると豊臣秀吉から所領相続を認められずに改易され、幼くして流浪の身となる。慶長20年（1615年）5月、大坂の陣に豊臣方として参陣し、摂津尼崎で戦死した。